# Roe River, Western Australia
Roe River är ett vattendrag i Australien. Det ligger i delstaten Western Australia, omkring 2 100 kilometer nordost om delstatshuvudstaden Perth.
Trakten runt Roe River är nära nog obefolkad, med mindre än två invånare per kvadratkilometer. Savannklimat råder i trakten. Genomsnittlig årsnederbörd är 1 826 millimeter. Den regnigaste månaden är februari, med i genomsnitt 407 mm nederbörd, och den torraste är augusti, med 1 mm nederbörd.